# Tholopotámi
Tholopotámi (Tholopotami) är en ort i Grekland.   Den ligger i prefekturen Chios och regionen Nordegeiska öarna, i den östra delen av landet, 210 km öster om huvudstaden Aten. Tholopotámi ligger 301 meter över havet och antalet invånare är 647. Den ligger på ön Chios.
Terrängen runt Tholopotámi är kuperad västerut, men österut är den platt. Havet är nära Tholopotámi åt sydost.  Närmaste större samhälle är Chios, 9,7 km nordost om Tholopotámi. 